# 1855 Korolev
1855 Korolev (1969 TU1) là một tiểu hành tinh vành đai chính được phát hiện ngày 8 tháng 10 năm 1969 bởi L. Chernykh ở Nauchnyj.